# Espécies exóticas e invasoras de Annelida

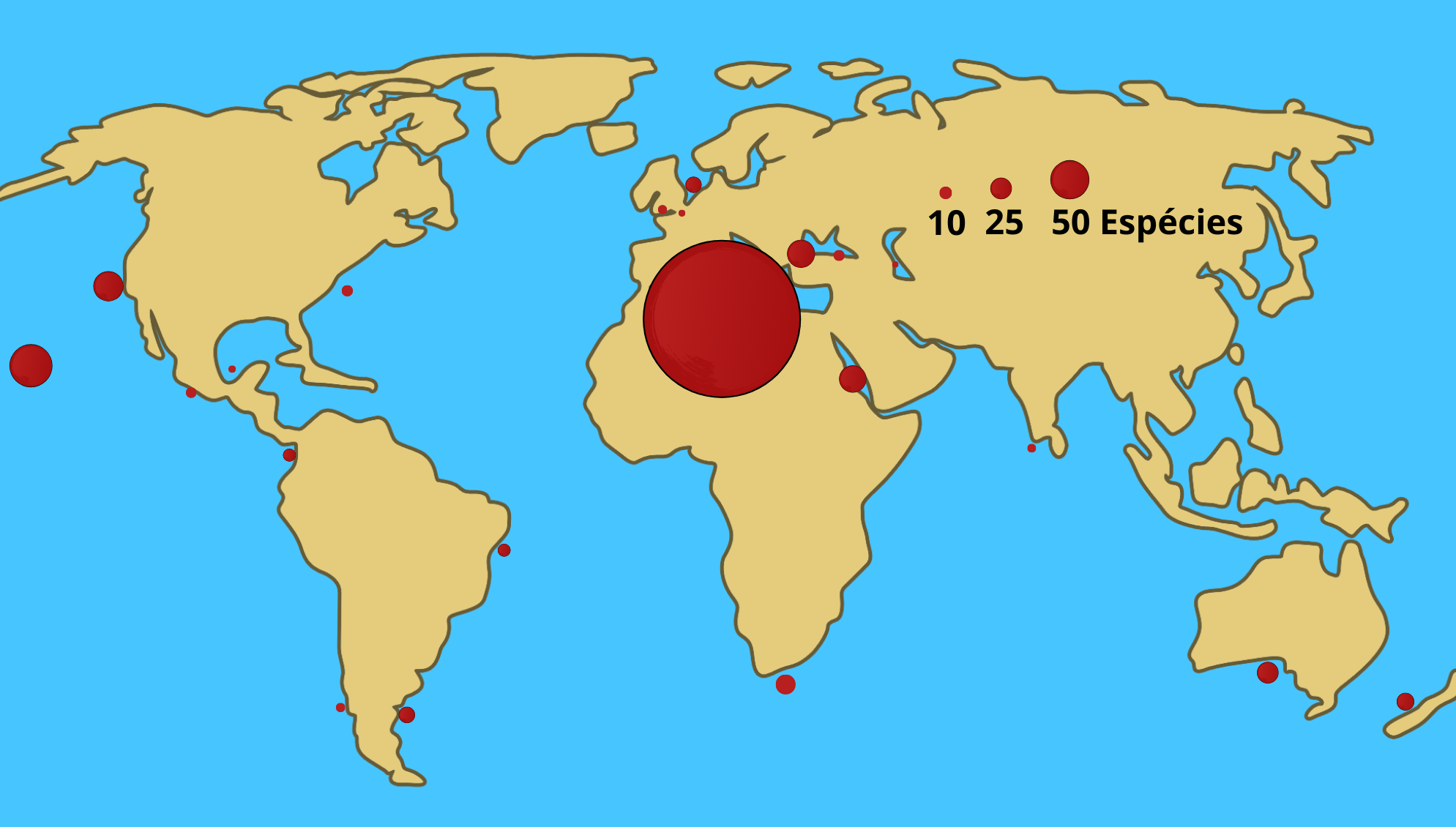
Número aproximado de espécies exóticas de poliquetas ao redor do mundo (2013).

Espécies exóticas são todas as espécies que se encontram fora da sua área de localização natural, cuja introdução e/ou disseminação a outros locais possui o potencial de ameaçar a diversidade biológica local a qual foi exposta. De acordo com o grau de invasão e danos causados ao ecossistema, a espécie exótica pode receber outras denominações. Espécies exóticas podem ser chamadas de espécies invasoras, quando provocam impactos negativos que são significativos ao novo ecossistema introduzido, podendo prejudicar espécies nativas por conta de interações com elas, como competição ou predação. Podem também oferecer riscos à saúde humana, sendo essas de interesse médico, e também à economia, quando se estabelecem como pragas biológicas.
O processo de introdução dessas espécies é geralmente influenciado por ação antrópica, através de meios de transporte, como navios, mas também por ações comerciais. A partir disso, ao ser realocada em um ambiente semelhante ao seu habitat original, a espécie pode ser capaz de sobreviver e de se reproduzir, mesmo que, a princípio, poucos indivíduos tenham sido introduzidos. Sendo assim, a capacidade e velocidade de uma espécie em se dispersar, se reproduzir e se adaptar ao ambiente influenciam a sua caracterização como uma espécie invasora, que pode assim passar a afetar a sobrevivência de espécies nativas.
O número de espécies exóticas marinhas aumentou em decorrência do transporte dos seres humanos e rotas comerciais marítimas, ao longo do tempo. São reconhecidos três principais vetores para a introdução de espécies em diferentes habitats: (i) construção de canais, por exemplo, o canal de Suez e o canal do Panamá que, por meios artificiais, promoveram intercâmbio de espécies entre o Mar Vermelho e o Mediterrâneo, e os oceanos Pacífico e Atlântico, no Caribe, respectivamente; (ii) transporte de navios, através de incrustações no casco, nos tanques, ou na própria água de lastro e (iii) introduções propositais, ou seja, maricultura, incluindo espécies associadas a cultivos.
O transporte de espécies marinhas apresenta grave ameaça aos ecossistemas marinhos. Entre as mudanças que podem ocorrer, é possível citar a reestruturação da cadeia alimentar, introdução de novos agentes de doenças ou parasitas, alteração as estruturas do habitat, competição, perda de biodiversidade, entre outros. O problema também é intensificado pelas mudanças climáticas e poluição no mar. O agravamento do aquecimento global  é um outro fator que permitiu que espécies exóticas conseguissem ampliar sua distribuição em regiões onde anteriormente não poderiam sobreviver e se reproduzir. Além disso, causam graves prejuízos às economias dos países, provocando uma perda econômica anual de pelo menos $120 bilhões nos Estados Unidos e $15 bilhões na China.
Diversos poliquetas, em especial a família Sabellidae, são conhecidos por viajar o mundo em cascos de navios. Por exemplo, diversas espécies que são originárias do Mar Vermelho e da região do Indo-Pacífico acabam sendo caracterizadas como exóticas em decorrência de tal transporte no Mar Mediterrâneo. Nele, ocorrem também espécies provenientes do Oceano Atlântico.
O grande sucesso dos poliquetas invasores depende, principalmente, do transporte adequado até uma nova localização e de condições favoráveis nesse novo habitat, como ausência de predadores e disponibilidade de recursos. Ademais, outras características podem auxiliar os anelídeos no sucesso da invasão, como as formas de reprodução e sua facilidade de adaptação ao novo ambiente. 
A seguir, foram destacados exemplos de espécies exóticas e invasoras em Annelida. Este tópico foi dividido em Oligochaeta, Hirudinea e Polychaeta, respectivamente. A escolha da divisão se deu por questões didáticas, pois se tratam de grupos bem conhecidos e morfologicamente distintos.

## Oligochaeta

### Família Naididae (Ehrenberg, 1828)

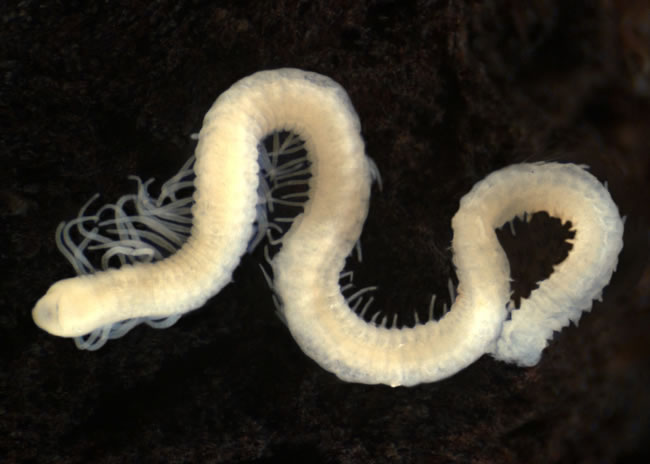
Branchiura sowerbyi (Beddard, 1892).

Os anelídeos pertencentes a essa família variam de tamanho, desde milímetros a centímetros, a depender da subfamília. Possuem olhos e brânquias, e são capazes de nadar. Foram encontradas, até o momento, 17 espécies exóticas da família Naididae na Polônia, sendo que cada uma delas tem uma origem distinta:
- Origem na região pôntico-cáspia: Potamothrix hammoniensis, P. moldaviensis, P. heuscheri, P. vejdovskyi, P. bavaricus, P. bedoti, Psammoryctides barbatus, P. albicola, P. moravicus, Tubifex newaensis, Isochaetides michaelseni, Paranais simplex e P. frici.

- Origem na América do Norte: Quistadrilus multisetosus, Limnodrilus cervix.

- Origem na Ásia: Branchiura sowerbyi (espécie termófila).[12]
- Origem no Sul da Europa ou Norte da África: Tubifex blanchardi (espécie termófila).

É comum que se reproduzam assexuadamente por fissão, sendo essa a principal, ou a única, forma de reprodução de algumas espécies.
Há dúvidas sobre o tipo de introdução de duas espécies: Potamothrix hammoniensis e Psammoryctides barbatus. Milbrink and Timm, sugerem que essas espécies começaram a colonizar as águas europeias logo após o período glacial; dessa forma, não podem ser consideradas exóticas de acordo com a definição da Convenção sobre Diversidade Biológica. É possível também que tenham recolonizado naturalmente as águas europeias após o período glacial, tendo sobrevivido à glaciação em refúgios no sul e leste da Europa (incluindo a região pôntico-cáspia). No entanto, há a possibilidade de que elas tenham sido introduzidas juntamente com a carpa Cyprinus carpio L., 1758, frequentemente criada na Europa desde a época medieval. C. carpio também tem como origem a bacia pôntico-cáspia, mas uma população natural habitava a área de drenagem do Danúbio no Pleistoceno. Os peixes introduzidos na Polônia podem ter se originado de ambas as áreas, portanto a dispersão de espécies de Naididae da região pôntico-cáspia, bem como outras espécies do sul da Europa, juntamente com os peixes é bastante provável. Estudos genéticos, bem como de registros de cerdas em sedimentos subfósseis das espécies de Naididae, poderiam determinar o tempo de seu assentamento na Europa Central com mais precisão. Até que o problema da migração natural ou da introdução dessas espécies seja resolvido, elas são consideradas como espécies exóticas na Europa.
As outras espécies de Naididae são, sem dúvidas, exóticas. Algumas delas, como P. moravicus, I. michaelseni, P. vejdovskyi, P. bedoti, T. blanchardi e L. cervix, foram encontradas apenas esporadicamente na Polônia.
O maior número de espécies exóticas na Polônia foi encontrado em corpos d’água alterados ou produzidos pelo homem. Oito espécies de Naididae foram encontradas em lagos aquecidos por usinas elétricas em Konin, onde também foram encontradas muitas espécies exóticas de outros grupos de invertebrados. Seis a oito espécies exóticas foram encontradas em reservatórios situados no curso inferior dos rios poloneses e na lagoa levemente aquecida de Szczecin, enquanto apenas uma a três espécies foram registradas nos demais reservatórios estudados, situados no curso superior de Vístula e seus afluentes. 
Entre as espécies exóticas de Naididae registradas na Polônia, apenas P. hammoniensis, e talvez P. barbatus, poderiam ser consideradas espécies invasoras - ambas são comuns nas profundezas de lagos eutróficos, onde espécies nativas como T. tubifex e Limnodrilus spp., ambos oligoquetas clitelados, desapareceram. P. hammoniensi ainda é responsável por influenciar a composição de comunidades bentônicas em lagos de água profunda.

### Lumbriculus variegatus(Müller, 1774)
A espécie Lumbriculus variegatus apresenta um prostômio cônico, sem probóscide e coloração vermelho escura, sendo a região anterior mais clara do que o resto do corpo.
L. variegatus é conhecido por ter uma notória capacidade de regeneração de seus segmentos. Dessa forma, é muito comum que se reproduzam assexuadamente, por fragmentação seguida de regeneração. A alta taxa de sobrevivência de seus fragmentos e uma rápida regeneração segmentar, associada com a rápida autotomia, fazem com que a espécie seja capaz de sobreviver e povoar diversos locais, mesmo sob pressões predatórias.

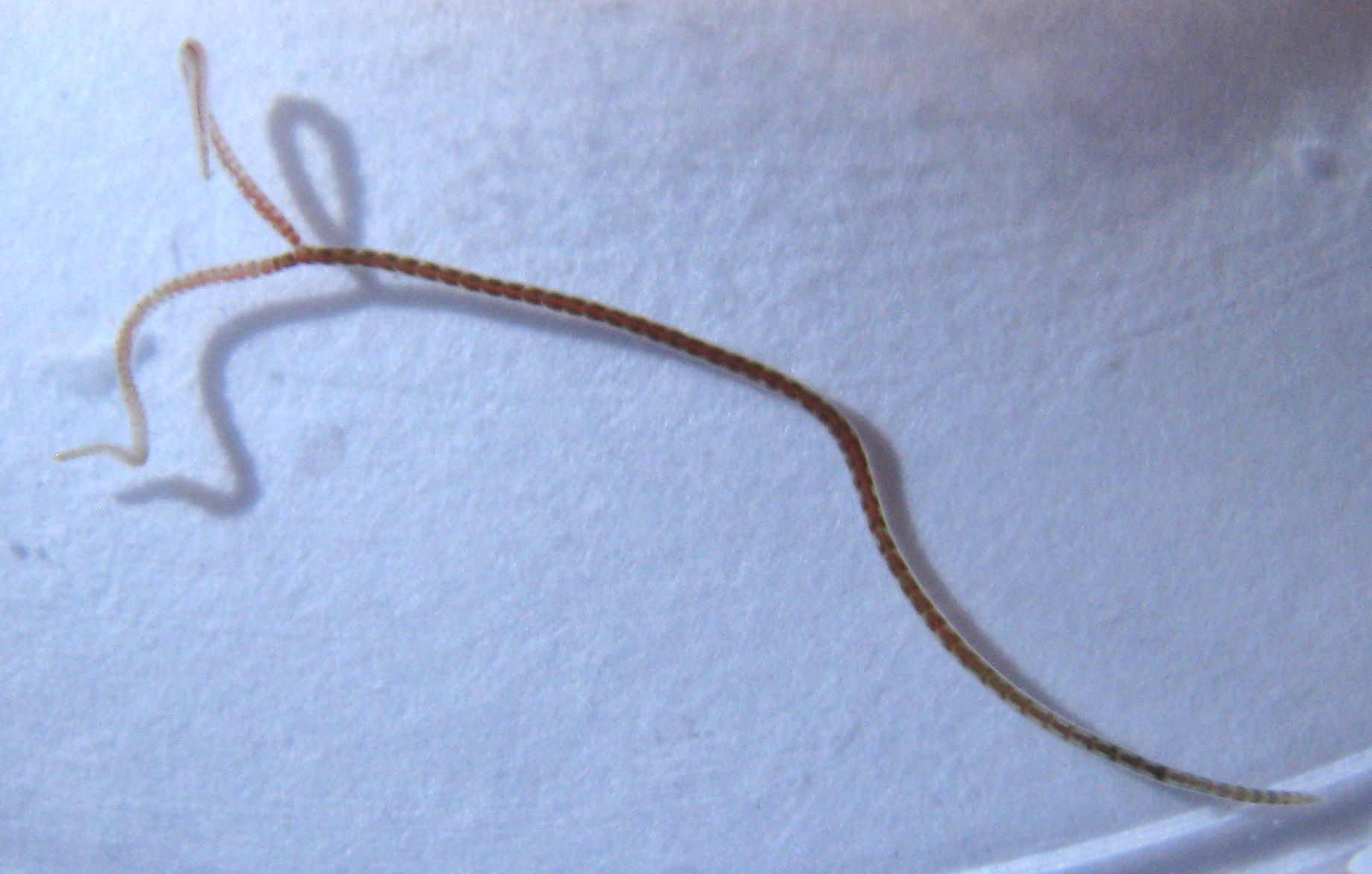
Lumbriculus variegatus (Müller, 1774).

As formas assexuais possuem corpos longos e vasos sanguíneos laterais ramificados na extremidade posterior, e, tanto a cabeça quanto a cauda tendem a ter segmentos em regeneração. Formas sexuais são escassas em L. variegatus, porém apresentam uma grande variabilidade no número e localização dos órgãos reprodutivos.
L. variegatus é encontrado ao longo da América do Norte, Europa e norte da Ásia. A espécie também foi introduzida na África do Sul, Austrália e Nova Zelândia. Mais recentemente, foi encontrado na Patagônia, Argentina, onde diversas outras espécies exóticas se estabeleceram.
A espécie tem preferência por habitats rasos em margem de lagoas, lagos, riachos rios. Seus microhabitats favoritos incluem folhas e troncos em decomposição, bem como sedimentos na base de vegetações emergentes e musgos.
No Brasil, ela foi introduzida no estado de Minas Gerais. Entretanto, a sua introdução e estabelecimento nos locais brasileiros em que foram encontrados ainda não são totalmente compreendidos. A hipótese defendida por  é de que sua introdução se deu a partir de lojas de aquarismo, uma vez que diversos oligoquetas são usados como alimento para peixes. Alguns oligoquetas são capazes de formar cistos, como uma estratégia adaptativa para a sobrevivência à desidratação ou frio. Assim, L. variegatus poderia ter sido introduzido como adultos vivos ou cistos.
L. variegatus pode ser caracterizada como uma espécie invasora, devido a sua rápida dispersão e seu sucesso adaptativo. Sua presença pode causar desequilíbrio nas relações existentes em comunidades bentônicas, impactando na cadeia alimentar desse ecossistema. Além disso, há um risco iminente de transmissão de doenças zoonóticas, devido à presença de L. variegatus em ambientes urbanos, dado que estes animais podem ser hospedeiros intermediários do parasita Dioctophyme renale, que afeta vários mamíferos, incluindo humanos.

### Lumbricus terrestriseOctolasion lacteum

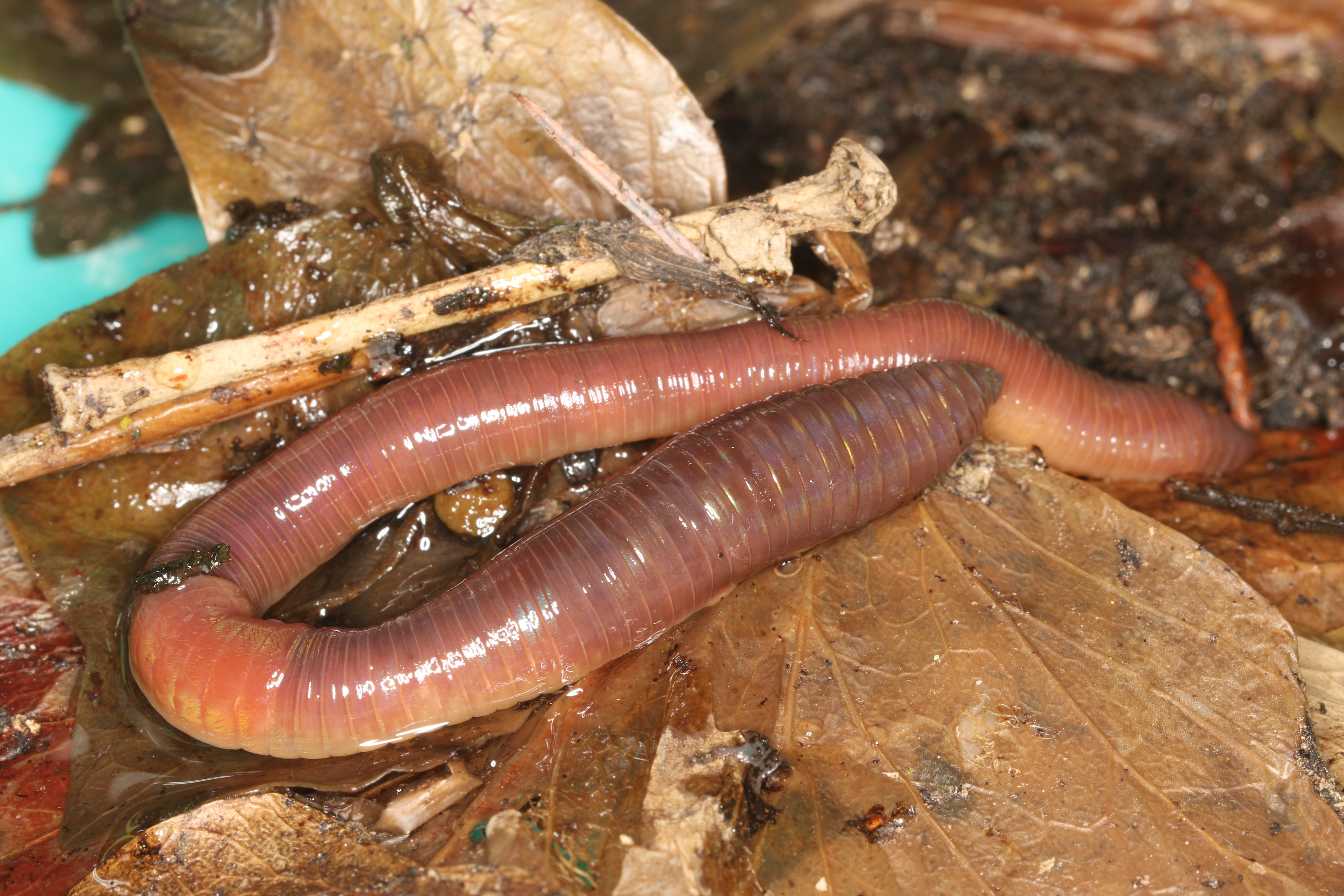
Lumbricus terrestris (Linnaeus, 1758). [https://www.flickr.com/photos/dhobern/26559560801/

Ambas as espécies são da família Lumbricidae, a qual agrupa algumas das espécies invasoras de Oligochaeta mais bem sucedidas, entre essas Lumbricus terrestris, que atualmente é considerada distribuída globalmente, se localizando especialmente na Romênia, bem como outros países da Europa Central. Essa espécie é encontrada, principalmente, em pradarias de parques da cidade ou em áreas menores onde vegetais são cultivados . Pesquisas recentes mostram que L. terrestris e Octolasion lacteum (outra importante espécie invasora em sua forma partenogênica, que influencia o seu potencial de dispersão e adaptação) em habitats na Romênia, onde não eram encontrados há cerca de 3 décadas . Além disso, diversas populações de espécies endêmicas foram substituídas por populações de L. terrestris e O. lacteum. Nota-se que esses habitats, como florestas e montanhas, não eram ocupados anteriormente por tais espécies.
L. terrestris possui cerca de 10 a 20 cm de comprimento, com diâmetro de 7 a 10 milímetros, possuindo também uma alta quantidade de segmentos, podendo chegar a 170. Seu corpo é cilíndrico, porém com extremidade posterior achatada e sua cabeça possui uma coloração marrom avermelhada que enfraquece na direção posterior. Possui espermatecas em poros laterais nos sulcos dos segmentos 9/10/11, e poros masculinos próximos ao segmento 15. O clitelo se localiza nos segmentos 32 a 37. Essa espécie é hermafrodita, com fecundação cruzada obrigatória, e os indivíduos procuram por parceiros do maior tamanho possível. A cópula acontece na superfície do solo durante a noite, ocorrendo a troca de esperma, que é armazenado nas espermatecas, e posteriormente fertiliza os ovos contidos no casulo, formado ao redor do clitelo. O casulo é então depositado no solo, e após algumas semanas há a eclosão das minhocas jovens. Além disso, a cópula ocorre em períodos úmidos do ano, como na primavera ou início do verão, em climas mais frios. 

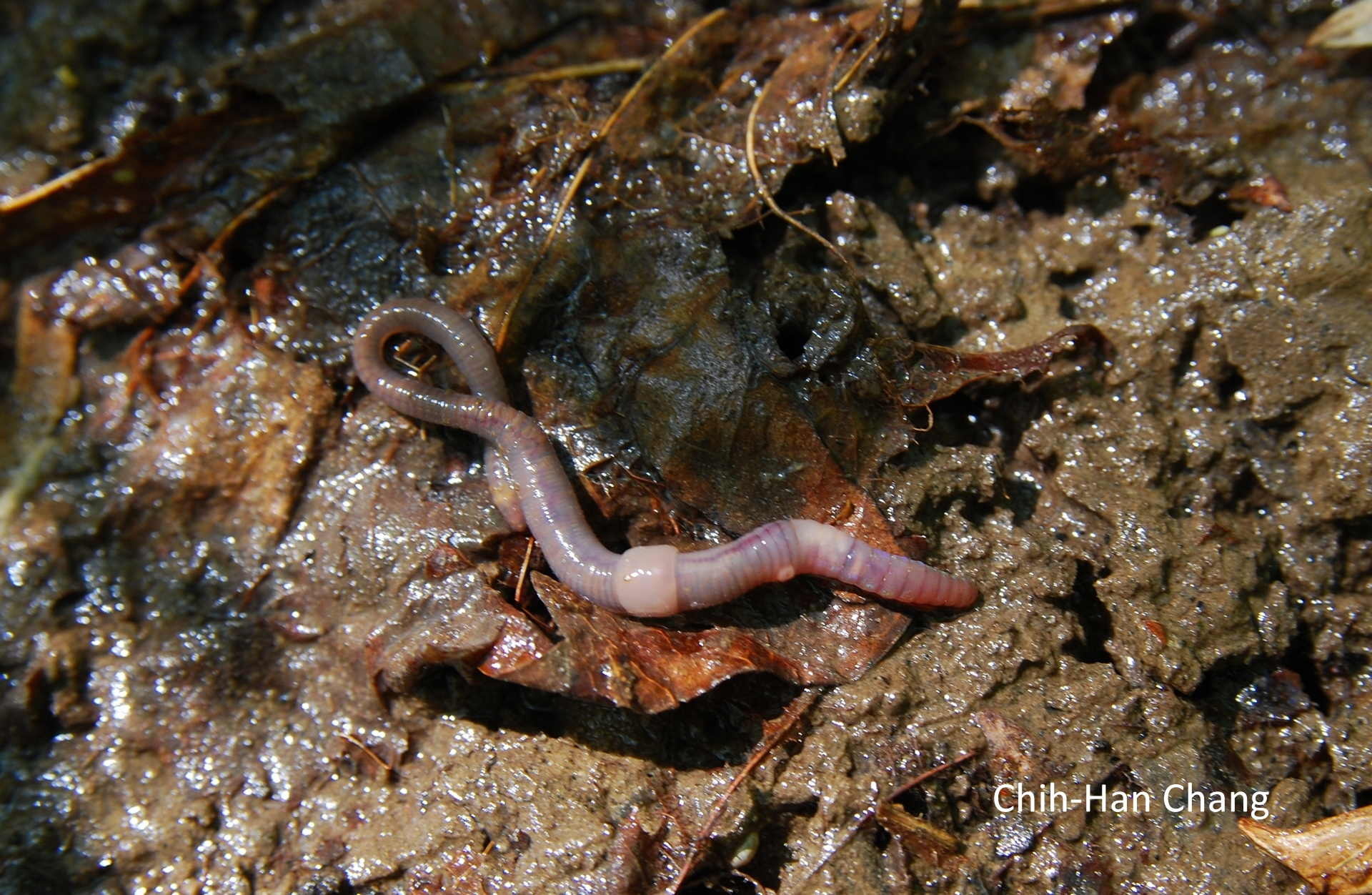
Octolasion lacteum (Örley, 1881). [https://www.flickr.com/photos/serc_biodiversity/13609068545/

Se sabe que a invasão dessas espécies se deu, a princípio, por meio de atividade agrícola e desmatamento de florestas próximas, porém, é provável que mudanças climáticas, bem como a poluição ambiental, possam ter facilitado o processo de invasão de ambas as espécies. O uso de pesticidas, fertilizantes e outros poluentes químicos podem ter afetado (ou inclusive matado) as espécies endêmicas, que, provavelmente, têm um menor limite de tolerância aos fatores ambientais, do que L. terrestris ou a forma partenogênica de O. lacteum. Com isso, percebe-se que o principal impacto dessa invasão se dá, principalmente, pela diminuição das espécies endêmicas nativas, que acabam sendo não tão bem sucedidas quanto as invasoras. Além disso, há o risco dessa espécie ser introduzida a mais ambientes, visto que é explorada comercialmente e usada como isca de pesca e organismo modelo para fins educacionais.

## Hirudinea

### Barbronia weberi(Blanchard, 1897)
Animais da espécie Barbronia weberi apresentam duas ventosas, uma oral e outra caudal. Na ventosa oral observa-se a presença de dentículos, utilizados para capturar suas presas, enquanto que as ventosas são utilizadas para movimentação do tipo “mede-palmos”. Os indivíduos apresentam dois poros copulatórios acessórios, um anterior e outro posterior aos poros reprodutivo masculino e feminino. Além disso, possuem três pares de estiletes faringeais em forma de agulha.

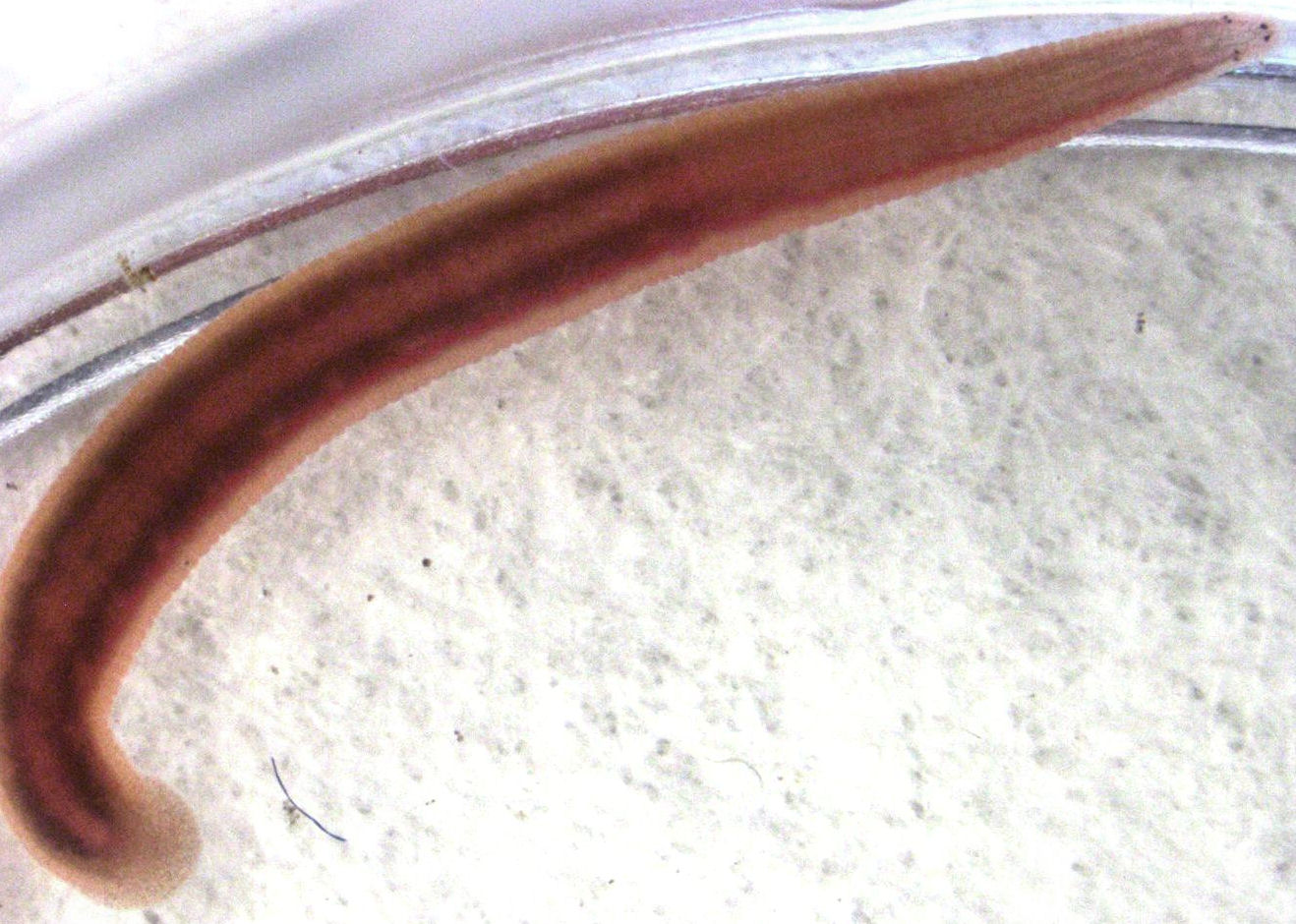
Barbronia weberi (Blanchard, 1897).

Possuem origem na Ásia, e o primeiro registro da espécie no Brasil veio Rio Atibaia, em São Paulo. Devido ao fato de que a espécie utiliza macrófitas aquáticas como substrato, sua introdução em diversas regiões do mundo foi provavelmente não intencional, ligada à introdução de plantas associadas ao aquarismo. Alguns anos depois, esta sanguessuga exótica na represa de Americana, em São Paulo e, mais recentemente, em 2016, no município de Salto, no rio Tietê.
A reprodução de B. weberi consiste na deposição de casulos (com um ou mais ovos) no substrato em que o animal vive, geralmente em rochas, parede do aquário ou na vegetação aquática. Os casulos são envolvidos por uma matriz transparente que será responsável pela nutrição dos ovos, uma vez que não há cuidado parental, após sua formação. Também não foram relatadas interações entre os jovens sanguessugas e os adultos, com exceção do canibalismo, onde os adultos se alimentam dos mais jovens.    
Por crescerem rapidamente, produzirem uma grande quantidade de ovos em um curto espaço de tempo e possuírem a capacidade de serem transportados junto com a vegetação aquática (tanto casulos quanto adultos), a reprodução dessa espécie se torna um fator importante, que pode fornecer explicações para sua atual distribuição geográfica. 
Como foi dito anteriormente, a introdução dessa espécie foi não intencional, ocorreu em função da sua associação com plantas aquáticas, como Elodea spp. e Hydrilla verticillata, comercializadas como espécies ornamentais nas práticas de aquarismo. 
Ainda não há estudos que relatam impactos causados pela espécie no Brasil. Entretanto, sendo um predador com um rápido desenvolvimento, B. weberi possui potencial para competir ou mesmo se alimentar de espécies nativas de invertebrados, mas, no presente momento, ainda não há estudos sobre o assunto. 

### Myzobdella lugubris(Leidy, 1851)
Myzobdella lugubris apresenta como características o corpo dividido em traquelossomo e urossomo, sendo que o traquelossomo possui ⅓ do comprimento do urossomo, e os segmentos do corpo variam de 12 a 14 anéis. A pigmentação do dorso varia de verde a marrom amarelado, com faixas longitudinais em zigue-zague acastanhadas, e a cor do ventre contém um misto de creme translúcido e marrom esverdeado. Os espécimes normalmente apresentam um par de olhos separados, um do outro, no segmento 3.

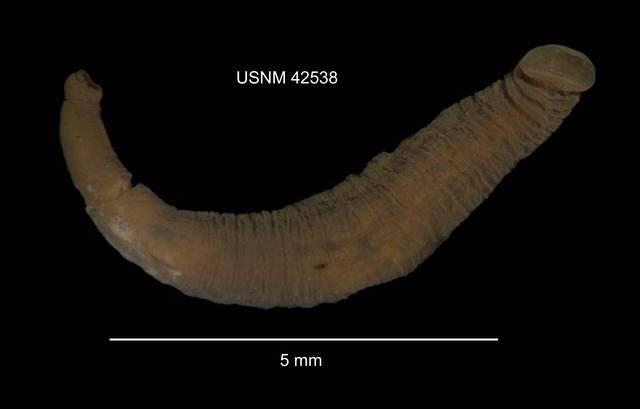
Myzobdella lugubris (Leidy, 1851).

Originária da região neártica, que compreende a América do Norte, a espécie de sanguessuga foi descrita fora de sua área nativa recentemente, na região paleártica, que diz respeito à Europa e norte da Ásia.
Foram reportadas espécimes de Myzobdella lugubris que depositam uma quantidade relativamente alta de casulos, cada um com apenas um embrião. Tal descrição é incomum em sanguessugas: geralmente, nesses organismos a relação de embriões por casulo é relativamente alta, de modo que muitos embriões são depositados por casulo, já que o processo de secreção do casulo possui um custo energético alto. Do ponto de vista material, é mais eficiente abrigar muitos embriões em um pequeno número de casulos. Assim, a estratégia de reprodução de M. lugubris, que secreta um número relativamente alto de casulos, ainda não é bem entendida.
Provavelmente, tal estratégia se deve ao fato de que a espécie se reproduz depositando seus casulos com um único ovo em crustáceos e peixes e, por conta das proporções de área por volume, permanecem mais aderidos nos animais, em comparação com os casulos que possuem mais ovos. 
Na região do Mediterrâneo, sua introdução foi não intencional, provavelmente foi causada pela importação de siris azuis do leste dos Estados Unidos e Golfo do México, pela adesão dos casulos da sanguessuga ao exoesqueleto do crustáceo. 
Myzobdella lugubris se trata de um táxon potencialmente nocivo, associado à epidêmica ulceração oral nos peixes achigã (Micropterus salmoides) e à bactéria Flavobacterium psychrophilum, que é o agente causador da doença bacteriana de água fria, que atinge peixes de água doce, e também da RTFS, doença de trutas arco-íris. Estas as doenças causam alta mortalidade em salmonídeos e aumentam sua susceptibilidade a outras doenças. Também é conhecido que M. lugubris é vetor da septicemia hemorrágica viral, que também causa uma alta taxa de mortalidade entre as comunidades de peixes. Entretanto, são necessários mais estudos para entender a consequência de sua introdução em comunidades locais no paleártico, uma vez que foram descritas como espécies exóticas recentemente, no pescoço de uma tartaruga, na Itália. 

## Polychaeta

### Família Sabellidae
Sabelídeos são uma das famílias mais diversas de poliquetas e agrupam mais de 40 gêneros. São caracterizados por habitar tubos produzidos a partir de muco aglutinado a partículas e sedimentos, de onde projetam uma coroa radiolar (branquial). O tamanho das espécies pode variar de poucos milímetros até vários centímetros, e o comprimento do tubo produzido por eles pode alcançar o dobro do tamanho do indivíduo. O prostômio e peristômio são fundidos e modificados, devido a presença da coroa, que é muitas vezes colorida e é homóloga aos palpos de outros poliquetas.

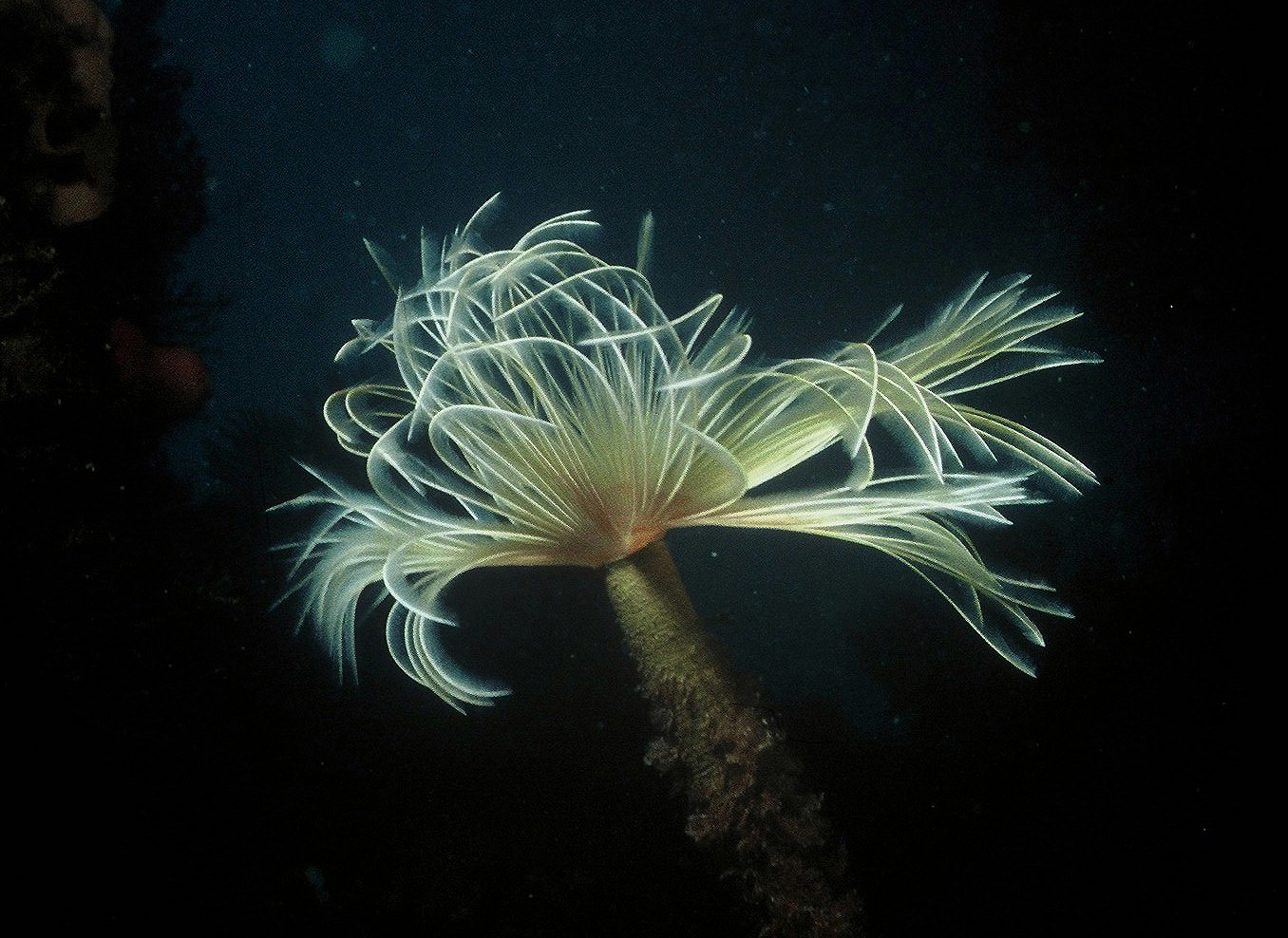
Sabella spallanzanii (Gmelin, 1791).

O processo de reprodução dessa família é bem estudado. Ela dispõe de uma gama de formas de reprodução sexuada, e algumas espécies também podem apresentar reprodução assexuada. Eles são principalmente gonocóricos, mas também são encontrados táxons que apresentam hermafroditismo simultâneo ou protândrico. A maioria dos sabelídeos é capaz de se reproduzir mais de uma vez, geralmente em períodos anuais ou semi-anuais, com alto direcionamento energético e aproveitamento do espaço corporal para a produção sazonal dos gametas. No caso da reprodução assexuada, quando presente, ela toma forma de fissão espontânea ou autotomia seguida de regeneração.
Os sabelídeos vivem tipicamente em ambientes marinhos, embora alguns táxons sejam capazes de viver em ambientes estuarinos e também haja algumas poucas espécies de água doce, suportando mudanças drásticas na salinidade e temperatura. Muitas espécies habitam substratos duros em litorais, atuando como epibiontes em algas ou associados a outros organismos, como esponjas e moluscos, mas também podem habitar fendas em rochas e corais. Algumas espécies se aproveitam de substratos artificiais em marinas, portos ou áreas marinhas protegidas, onde conseguem atingir alta densidade de indivíduos.
Certas espécies são exploradas pelo seu potencial ornamental, e dessa forma se pode presumir que a introdução de algumas espécies fora de seu habitat natural pode ter ocorrido de forma intencional em mariculturas. No entanto, diversas espécies foram translocadas não-intencionalmente na comunidade fouling em cascos ou nos tanques de lastro de navios, bem como larvas na própria água de lastro. Dessa forma, a distribuição de diversas espécies se expande além da sua distribuição natural, o que é comprovado pela baixa variação genética entre populações encontradas em diversas localidades. Em alguns casos, isso também acarreta em impactos negativos ecológicos e econômicos, caracterizando algumas espécies como invasoras. Alguns exemplos relativamente recentes são de espécies como Sabella spallanzanii, uma espécie típica do atlântico-mediterrâneo que foi introduzida na Austrália e Nova Zelândia, vindo a se tornar uma peste. Outros casos conhecidos são de Branchiomma luctuosum e Branchiomma bairdi, em várias localidades do mundo, incluindo no Brasil.

### Branchiomma luctuosum(Grube, 1870)
Essa espécie, originalmente descrita no Mar Vermelho, foi introduzida introduzida na bacia do Mediterrâneo há cerca de 20 anos, atingindo uma alta densidade de indivíduos por m², e então encontrada no Brasil. O primeiro registro dessa espécie no Brasil foi em São Paulo, em 2002, inicialmente apenas na Baía de Santos, apesar de terem sido recolhidas amostras de poliquetas em quase toda a costa do Estado de São Paulo. Esse fato pode confirmar que a espécie foi introduzida na região e que se trata de um evento recente e não intencional, não tendo havido tempo suficiente para que a espécie conseguisse invadir áreas próximas, embora ela já estivesse estabelecida na região. Além disso, a Baía de Santos é cercada por grandes cidades, o que faz com que as águas sejam contaminadas com compostos orgânicos. Todas essas características fazem com que a área esteja sujeita a espécies invasoras. Em poucos anos, B. luctuosum já era muito abundante na Praia do Araçá, vizinha ao Porto de São Sebastião, no norte de São Paulo, por onde navegavam grandes petroleiros. B. luctuosum, em pouco tempo, se espalhou pela costa brasileira, já tendo sido registrada de Santa Catarina a Sergipe. Animais dessa espécie estão, geralmente, associados a substratos artificiais, sendo importantes componentes da bioincrustação.
O tamanho de seu corpo varia entre 6 a 120 mm no comprimento total. Sua coloração, em vida, é verde claro, com manchas irregulares roxas e escuras. A coroa possui cerca de 60 mm de comprimento, com coloração variando de laranja a vermelho escuro.  .
Devido às características reprodutivas da espécie (potencial de alta densidade populacional), B. luctuosum é uma potencial competidora com espécies nativas brasileiras, como, por exemplo, B. patriota. Seus indivíduos são hermafroditas e os gametas, masculinos e femininos, são encontrados nos mesmos segmentos, ao longo do corpo, com exceção do primeiro segmento torácico. No seu desenvolvimento, possui fase pelágica curta, com larva lecitotrófica. Essas características fazem com que um único indivíduo possa gerar populações densas, o que pode ajudar a entender sua característica como colonizador primário.

### Branchiomma bairdi(McIntosh, 1885)
Espécimes vivos de Branchiomma bairdi apresentam coloração uniforme, pálida ou acastanhada, com algumas poucas manchas pretas. A cor da coroa branquial varia de castanho a laranja amarronzado, com faixas transversais beges a castanho escuro.

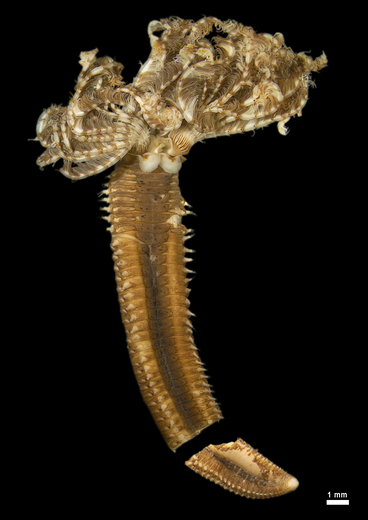
Branchiomma bairdi (McIntosh, 1885).

A espécie foi descrita a partir de exemplares das Ilhas Bermudas, em 1885. Atualmente, sua origem real é desconhecida. Ocorrências da espécie foram descritas no Mar do Caribe e nas Ilhas Bermudas e sua introdução foi registrada no Oceano Pacífico oriental, do Golfo da Califórnia até o Panamá; no Mar Mediterrâneo; nas ilhas Canárias; na Austrália e na Ilha Madeira , dentre outros, já tendo sido também, informalmente, observada no litoral brasileiro. 
A família Sabellidae é uma das famílias sobre as quais mais se sabe em termos de reprodução. Ocorre gonocorismo em boa parte de Sabellidae, mas, no caso de B. bairdi, a espécie é hermafrodita, tendo simultaneamente, por vezes no mesmo segmento, óvulos e espermatozoides. Também já foram observados indivíduos desta espécie reproduzindo-se de forma assexuada. Dados os aspectos de sua reprodução, estratégias anti-predação e modo de obtenção de alimento, B. bairdi é um potencial invasor . 
Sua introdução em outros habitats não foi intencional, provavelmente tendo ocorrido via incrustações em cascos e tanques de lastros de navios. A propagação da espécie está aumentando, devido ao tráfego marítimo e, consequentemente, a espécie deve estar presente em outras localidades, onde não foi ainda formalmente registrada.
Um estudo recente  concluiu que, no Mar Mediterrâneo, B. bairdi pode influenciar as comunidades locais. Os possíveis efeitos na comunidade local dizem respeito à espécie e o tubo produzido por ela, o qual serve como refúgio de predadores, melhora o substrato para assentamento larval e também pode prover habitat para uma ampla gama de fauna, principalmente pequenos moluscos. A propulação de B. bairdi em águas adjacentes à ilha de Malta tem uma densidade de indivíduos tão alta que pescadores as utilizam como isca para o peixe goraz (Pagellus bogaraveo), podendo este ser o primeiro predador de B. bairdi conhecido. Se o uso destes animais como iscas for generalizado na região, os pescadores podem causar não intencionalmente a introdução da espécie em outras áreas, uma vez que pescadores recreativos possuem o hábito de descartar iscas que foram danificadas ou não usadas na água, e os animais desta espécie têm altíssima capacidade de regeneração.

### Polydora cornuta(Bosc, 1802)

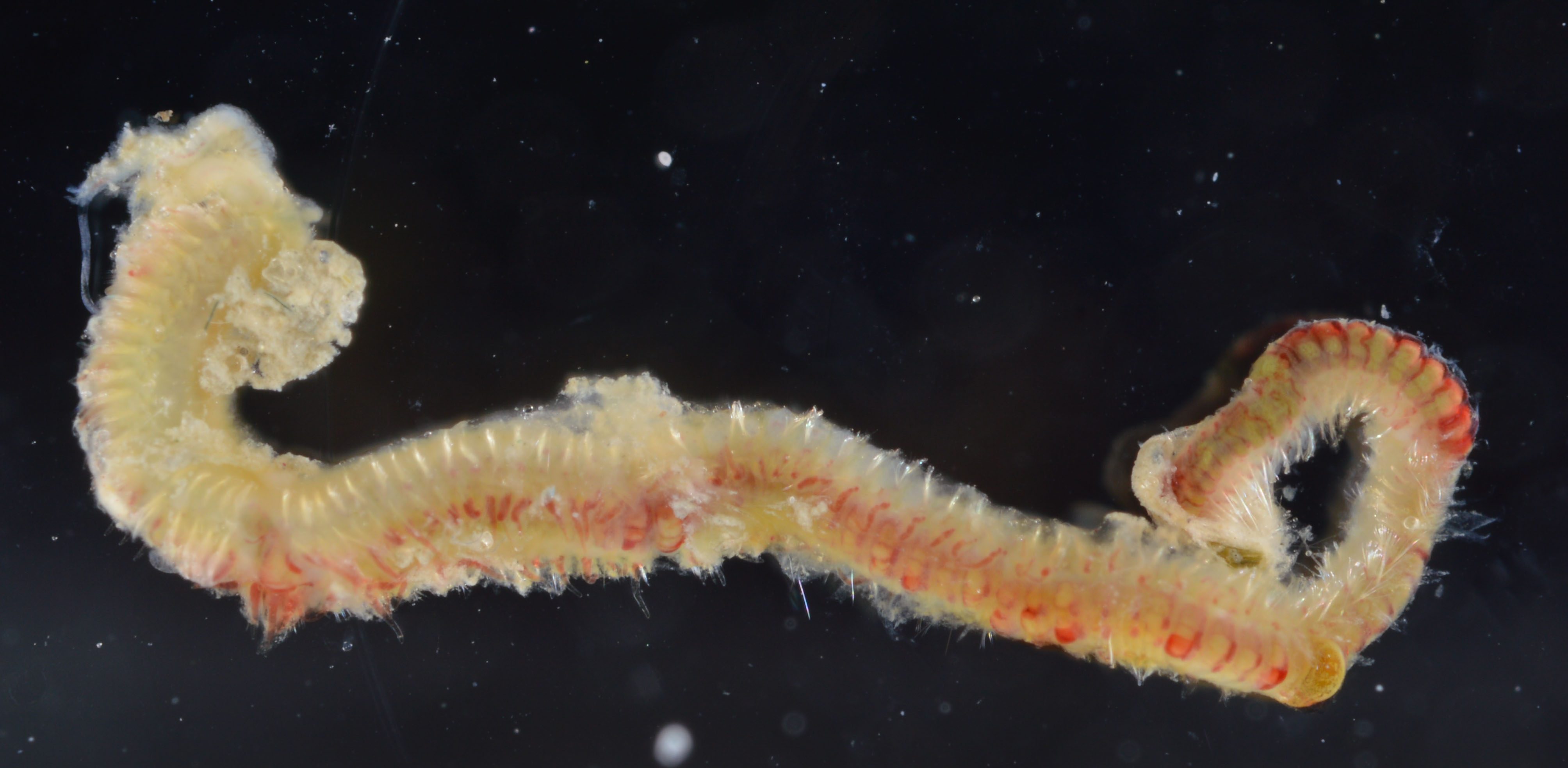
Polydora cornuta (Bosc, 1802).

Esta espécie é amplamente distribuída, e ocorre do Atlântico (Estados Unidos, México, Argentina e Europa) ao Pacífico (Austrália, China, Taiwan e Coréia do Sul). De acordo com uma lista de espécies marinhas exóticas no Mar Mediterrâneo, P. cornuta é considerada uma das espécies exóticas invasoras com maior impacto ecológico em substratos de fundo mole (com predominância de grãos finos). Foi encontrada pela primeira vez no Mediterrâneo, onde é invasora, em sedimentos orgânicos poluídos no Porto de Valência. Posteriormente, foi encontrada nas costas da Romênia, Turquia e Crimeia. No Brasil, estes animais foram encontrados na Baía de Paranaguá, no Estado do Paraná. Sua introdução ocorreu de forma não intencional, provavelmente via água de lastro por navios cargueiros.
Poluição ou perturbação física podem tornar um ecossistema mais propenso à invasão de espécies exóticas, e P. cornuta, conhecida por ser uma espécie oportunista, foi amplamente encontrada em ambientes organicamente enriquecidos e poluídos. Há evidências de que sua introdução em um novo ambiente causou mudanças na composição de espécies nativas e sua abundância em comunidades bentônicas de fundos moles e consolidados. 
Os indivíduos dessa espécie chegam até 32 mm de comprimento e 1,5 mm de largura, com 90 setígeros. São vermes de coloração bronzeada, com protostômio bifurcado. É possível observar gonocorismo em P. cornuta, isto é, machos e fêmeas são indivíduos distintos. Os gametas são desenvolvidos nos setígeros médios, a partir do peritônio que margeia os vasos sanguíneos segmentares. Fêmeas depositam seus ovos em cápsulas, que são aderidas à parede interna dos tubos e podem carregar cerca de 30 ovos cada. Foram encontradas fêmeas carregando ovos no verão, inverno e primavera, caracterizando um longo período de reprodução.

### Naineris setosa(Verrill, 1900)

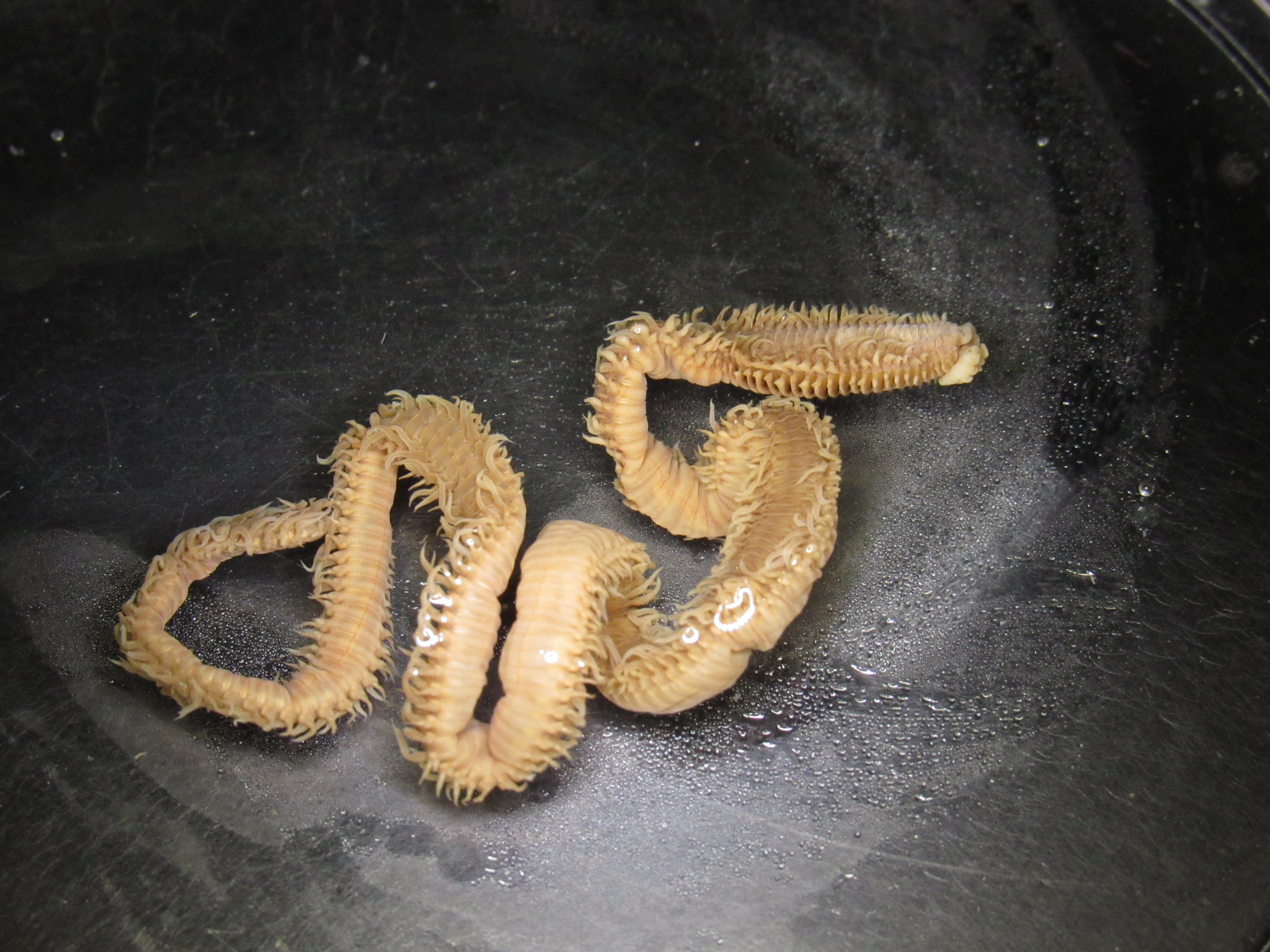
Naineris setosa - imagem cedida por Ricardo Castro Álvarez (UFPR).

Naineris setosa, da família Orbiniidae, é considerada uma espécie subtropical americana. Foi descrita como Aricia setosa, de animais de uma praia das Ilhas Bermudas. 
Posteriormente, animais desta espécie foram registrados em Porto Rico, na Flórida e no Golfo do México. A primeira ocorrência da espécie no Pacífico Oriental foi em Acapulco, no México. Estes animais também já foram encontrados na Costa Rica, Equador (nas Ilhas Galápagos), Belize e no Brasil.
Recentemente, N. setosa foi encontrada, pela primeira vez, em uma instalação de aquacultura em Brindisi, na Itália, bem como na costa da Tunísia, no Mediterrâneo ocidental e no mar Adriático, sendo que sua introdução não foi intencional. 
Entretanto, ainda se pensa que essa espécie talvez possa ser caracterizada como criptogênica, um conjunto de espécies crípticas. Assim, não há certeza se, em algumas localidades, se trata realmente de uma espécie introduzida, ou de alguma nativa, pertencente ao mesmo complexo de espécies. Sendo assim, são necessários mais estudos e monitoramentos da espécie para avaliar seu potencial invasivo e entender as consequências de sua introdução nas comunidades locais, assim como mais detalhes sobre a biologia reprodutiva desses animais. 

### Hydroides elegans(Haswell, 1883)
Hydroides elegans é caracterizada por uma coloração do corpo que varia entre laranja e vermelho. Assim como as outras espécies da Família Serpulidae, H. elegans produzem tubos calcários, brancos e sinuosos, que se agregam, formando densas comunidades. Adultos da espécie possuem entre 65-80 segmentos corporais. Animais dessa espécie possuem um curto período larval e atingem a maturidade sexual em um curto período de tempo (cerca de 9 dias).
Hydroides elegans é uma espécie invasora, conhecida por ocupar diversas áreas portuárias do mundo, crescendo, principalmente, em substratos artificiais, onde a diversidade nativa é geralmente baixa. É bem conhecida na Europa, Caribe, Oceano Pacífico e Atlântico, preferencialmente em águas de regiões tropicais e subtropicais. 
Estes animais foram observados pela primeira vez no Atlântico Sul há cerca de 3 décadas, na Baía de Guanabara, Rio de Janeiro. A Baía de Guanabara é a segunda maior baía do país, uma a região consideravelmente impactada pela urbanização, vazamentos de petróleo e esgoto, bem como pelo tráfego de navios. Estudos recentes mostraram que a espécie está ausente em comunidades ao redor da baía, corroborando a preferência por substratos artificiais.
Por conta das populações densas e dos grandes agregados de tubos calcários que a espécie forma, há um aumento no custo de manutenção dos navios. Além disso, foi observado que H. elegans monopoliza a zona entremarés, impedindo o crescimento de outras espécies. 

### Diopatra neapolitana(Delle Chiaje, 1841)
O gênero Diopatra é um dos mais bem estudados da família Onuphidae, devido aos papéis ecológicos e socioeconômicos exercidos por suas espécies. Os membros dessa família são facilmente reconhecidos por suas brânquias espiraladas e seus tubos característicos, formados por uma matriz interna secretada e uma camada externa de partículas agregadas não-específicas do substrato, como areia, conchas, pequenas rochas ou folhas, com base no substrato disponível próximo ao animal. O tubo também pode possuir uma peça maior próxima à abertura.  
Apesar do gênero ser bem definido morfologicamente, as espécies pertencentes a ele não são, ainda não há consenso sobre quais caracteres são importantes para 

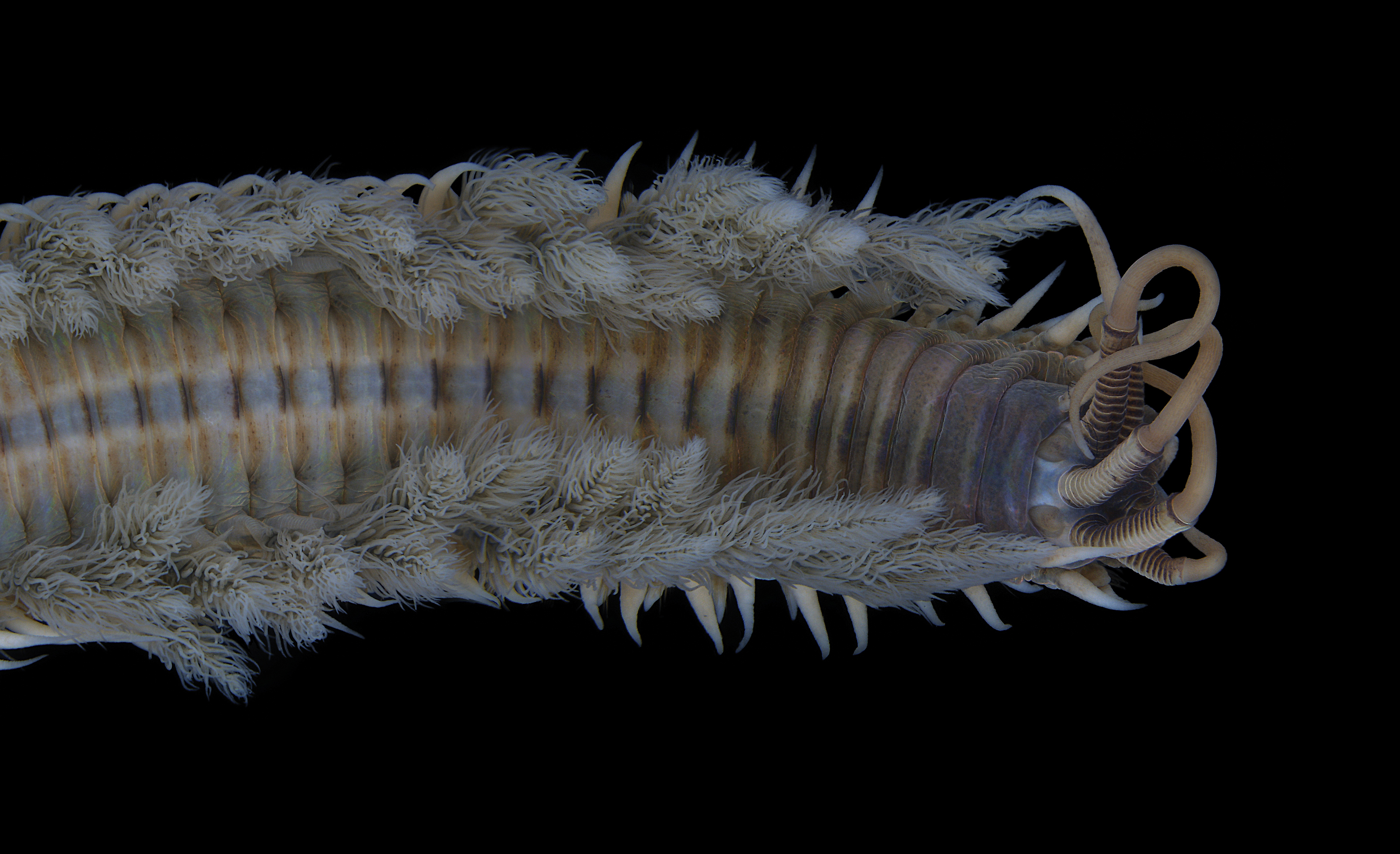
Diopatra neapolitana - imagem cedida por [http://lattes.cnpq.br/3389241586130827 Gilberto Bergamo Neto

defini-las. Diopatra neapolitana é uma das que se encaixam nesse cenário de problemas taxonômicos, sendo frequentemente identificada erroneamente.
Os espécimes encontrados no Brasil medem 7,8 a 16,7 cm de comprimento. A coloração do corpo varia, em vida, de bege a marrom escuro, geralmente com cutícula fortemente iridescente dorsalmente. Além disso, muitos possuem pequenas manchas brancas espalhadas pelo corpo, incluindo palpos e antenas. O tubo é formado por uma matriz secretada interna e uma camada externa de pedaços de substrato inespecíficos, como areia, conchas, pequenas pedras ou folhas, definidos pelo substrato presente próximo ao local do animal. 
A espécie foi originalmente descrita no Golfo de Nápoles, Itália, Mar Mediterrâneo. Estudos recentes a partir de dados morfológicos e moleculares, entretanto, mostraram que estes animais estão presentes no Brasil, ao menos na Baía do Araçá, no Canal de São Sebastião, litoral norte de São Paulo.
A alta densidade e ampla distribuição de indivíduos de D. neapolitana fora do seu local de origem sugerem a possibilidade de invasão. Os indivíduos da espécie são facilmente transportados por água de lastro e também são usados como iscas de peixe e exportados para todo o mundo. O mercado de iscas para peixes levou à introdução de espécies exóticas de poliquetas em muitas regiões diferentes e essa atividade cresceu ao longo dos anos, principalmente na região do Mediterrâneo. Além disso, a Baía de Araçá é frequentada por grandes petroleiros, que viajam ao redor no mundo. O local é caracterizado por enriquecimento orgânico das águas, devido a impactos humanos, tornando-o propício para espécies oportunistas, que, muitas vezes, estão relacionadas a invasões. A invasão por dispersão larval na água de lastro também pode ser considerada, embora isso seja menos provável, dadas as características das larvas destes animais .

## Impactos Econômicos
Na Nova Zelândia, durante o período de 1967 e 1968, surgiram os primeiros relatos de poliquetas da espécie Ficopomatus enigmaticus. Essa espécie, que até então nunca tinha sido observada nessa região, estava incrustando cascos de navios e, como desses animais produzem tubos calcários, o fenômeno ficou localmente conhecido como “coral”. Entretanto, em 1980, novos relatos de F. enigmaticus comunicaram que densos agregados destes animais haviam bloqueado a entrada de água de resfriamento de uma central elétrica, grande prejuízo, para a limpeza desses organismos das superfícies contaminadas.

O gênero Hydroides abrange diversas espécies que são exóticas em todo o mundo e, por produzirem tubos calcários, se tornam importantes incômodos para a aquicultura marinha, indústrias de navegação e usinas elétricas, além de trazerem também diversos problemas ecológicos, como competição com a fauna local. Por exemplo, H. ezoensis, reconhecidamente causa problemas de flutuação, nas boias utilizadas para o balizamento de embarcações, e também incrusta navios e sistemas de refrigeração da água do mar. Um outro caso que vale mencionar é o de H. elegans, mencionado anteriormente, que causou custos econômicos significativos à ostricultura, no Japão.
1. 1 2 3 4 5  ÇINAR, M. E. Alien polychaete species worldwide: current status and their impacts. Journal of the Marine Biological Association of the United Kingdom, v. 93, n. 5, p. 1257-1278, 2013.
2. 1 2  Unit, Biosafety (1 de abril de 2010). «What are Invasive Alien Species?». www.cbd.int (em inglês). Consultado em 9 de junho de 2020
3. ↑  «Espécies Exóticas Invasoras». Consultado em 9 de junho de 2020
4. ↑  LUZ, M.; PAIVA, P. Nem tudo o que vem de fora é inimigo. Espécies exóticas, introduzidas ou invasoras, têm diferentes efeitos no ambiente onde proliferam. Ciência Hoje, n. 336, p. 50-51, 2016.
5. ↑  NAYLOR, R. L.; WILLIAMS, Susan L.; STRONG, D. R. Aquaculture--A gateway for exotic species. Science, v. 294, p.1655-1656, 23 Nov. 2001.
6. ↑  STACHOWICZ, J. J.; WHITLATCH, R. B.; OSMAN, R. W. Species diversity and invasion resistance in a marine ecosystem. Science, v. 286, n. 5444, p. 1577-1579, 1999.
7. ↑  WALTHER, Gian-Reto et al. Alien species in a warmer world: risks and opportunities. Trends in ecology & evolution, v. 24, n. 12, p. 686-693, 2009.
8. ↑  ARIAS, A.; BARROSO, R.; Anadón, N.; & PAIVA, P. C. On the occurrence of the fireworm Eurythoe complanata complex (Annelida, Amphinomidae) in the Mediterranean Sea with an updated revision of the alien Mediterranean amphinomids. ZooKeys, n. 337, p. 19, 2013.
9. ↑  HAYDEN, B. J.; INGLIS, G. J.; SCHIEL, D. R. Marine invasions in New Zealand: a history of complex supply-side dynamics. In: Biological invasions in marine ecosystems. Springer, Berlin, Heidelberg, p. 409-423, 2009
10. 1 2  PECHENIK, J. A. Biologia dos Invertebrados 7ed. McGraw Hill Brasil, 2016.
11. 1 2  DUMNICKA, E. Alien Naididae species (Annelida: Clitellata) and their role in aquatic habitats in Poland. Biologia, v. 71, n. 1, p. 16-23, 2016.
12. ↑  «NEMESIS: National Exotic Marine and Estuarine Species Information System». 12 de maio de 2005. Consultado em 11 de junho de 2020
13. 1 2 3 4 5 6 7  MARCHESE, M. R.; DOS SANTOS, M R.; LIMA, J. C. S.; PAMPLIN, P. A. Z. First record of introduced species Lumbriculus variegatus Müller, 1774 (Lumbriculidae, Clitellata) in Brazil. BioInvasions Rec, v. 4, n. 2, p. 81-85, 2015.
14. 1 2 3 4  POP, V. V.; POP, A. A. Lumbricid earthworm invasion in the Carpathian Mountains and some other sites in Romania. Biological Invasions Belowground: Earthworms as Invasive Species. Springer, Dordrecht, p. 19-22, 2006.
15. ↑  S, James (22 de dezembro de 2010). «Lumbricus terrestris». Invasive Species Compendium - CABI. Consultado em 12 de junho de 2020
16. 1 2  LATINI, A. O.; RESENDE, D. C.; POMBO, V. B.; CORADIN, L. Espécies exóticas invasoras de águas continentais no Brasil. Brasília: MMA, p. 791, 2016.
17. ↑  IWAMA, R. E.; ARRUDA, E. P. Leeches of the genus Helobdella (Clitellata: Hirudinida) from São Paulo, Brazil with descriptions of two new species using micro-computed tomography and a new record of Barbronia weberi (Blanchard 1897). Zootaxa, v. 4144, n. 3, p. 411-429, 2016.
18. 1 2  GOVEDICH, F. R.; BAIN, B. A.; BURD, M.; DAVIES, R. W. Reproductive biology of the invasive Asian freshwater leech Barbronia weberi (Blanchard, 1897). Hydrobiologia, v. 510, n. 1-3, p. 125-129, 2003.
19. ↑  GENONI, P.; FAZZONE, A. Barbronia weberi (R. Blanchard, 1897)(Hirudinea: Salifidae), an Asian leech species new to Italy. Aquatic Invasions, v. 3, n. 1, p. 77-79, 2008.
20. 1 2  SAGLAM, N.; SAUNDERS, R.; LANG, S. A.; SHAIN, D. H. Phylogeny and cocoon production in the parasitic leech Myzobdella lugubris Leidy, 1851 (Hirudinidae, Piscicolidae). Acta parasitologica, v. 63, n. 1, p. 15-26, 2018.
21. 1 2 3  LIUZZO, M.;  ALFONSO, G.; BELI, E.; ARCULEO, M.; MARRONE, F. First record of the alien leech Myzobdella lugubris Leidy, 1851 (Hirudinea, Piscicolidae) in the Palearctic. Limnetica, v. 37, n. 2, p. 311-318, 2018.
22. 1 2 3 4  CAPA, M.; GIANGRANDE, A.; NOGUEIRA, J. M. M.; TOVAR-HERNÁNDEZ, M. A. A Natural History of the Phyla of the Animal Kingdom (Annelida: Polychaetes). Sabellidae Latreille, 1825., p. 1-41, 2014.
23. 1 2 3 4  NOGUEIRA, J. M. M.; ROSSI, M. C. S.; LÓPEZ, E. Intertidal species of Branchiomma Kolliker and Pseudobranchiomma Jones (Polychaeta: Sabellidae: Sabellinae) occurring on rocky shores along the state of Sao Paulo, southeastern Brazil. ZOOLOGICAL STUDIES-TAIPEI-, v. 45, n. 4, p. 586, 2006.
24. 1 2  LICCIANO, M.; GIANGRANDE, A.; GAMBI, M. C. Reproduction and simultaneous hermaphroditism in Branchiomma luctuosum (Polychaeta, Sabellidae) from the Mediterranean Sea. Invertebrate Biology, v. 121, n. 1, p. 55-65, 2002.
25. 1 2 3  ARIAS, A.; GIAGRANDE, A.; GAMBI, M. C.; ANADON, N. Biology and new records of the invasive species Branchiomma bairdi (Annelida: Sabellidae) in the Mediterranean Sea. Mediterranean Marine Science, v. 14, n. 1, p. 162-171, 2013.
26. 1 2  RAMALHOSA, P.; CAMACHO-CRUZ, K.; BASTIDA-ZAVALA, R.; CANNING-CLODE, J.  First record of Branchiomma bairdi McIntosh, 1885 (Annelida: Sabellidae) from Madeira Island, Portugal (northeastern Atlantic Ocean). BioInvasions Records, v. 3, n. 4, p. 235-239, 2014.
27. ↑  GIANGRANDE, A.; COSENTINO, A.; PRESTI, C. L.; LICCIANO, M. Sabellidae (Annelida) from the Faro coastal lake (Messina, Ionian Sea), with the first record of the invasive species Branchiomma bairdi along the Italian coast. Mediterranean Marine Science, v. 13, n. 2, p. 283-293, 2012.
28. ↑  TOVAR-HERNÁNDEZ, M. A.; MÉNDEZ, N.; SALGADO-BARRAGÁN, J. Branchiomma bairdi: a Caribbean hermaphrodite fan worm in the south-eastern Gulf of California (Polychaeta: Sabellidae). Marine Biodiversity Records, v. 2, 2009.
29. ↑  KHEDHRI, I.; TOVAR-HERNÁNDEZ, M. A.; BONIFÁCIO, P.; AHMED, A.; ALEYA, L. First report of the invasive species Branchiomma bairdi McIntosh, 1885 (Annelida: Sabellidae) along the Tunisian coast (Mediterranean Sea). BioInvasions Rec, v. 6, p. 139-45, 2017.
30. ↑  SIMBOURA, N.;  SIGALA, K.; VOUTSINAS, E.; KALKAN, E. First occurrence of the invasive alien species Polydora cornuta Bosc, 1802 (Polychaeta: Spionidae) on the coast of Greece (Elefsis Bay; Aegean Sea). Mediterranean Marine Science, v. 9, n. 2, p. 119-124, 2008.
31. 1 2  RADASHEVSKY, Vasily I. On adult and larval morphology of Polydora cornuta Bosc, 1802 (Annelida: Spionidae). Zootaxa, v. 1064, n. 1, p. 1-24, 2005.
32. 1 2  KARHAN, S. Ue et al. On the occurrence and established populations of the alien polychaete Polydora cornuta Bosc, 1802 (Polychaeta: Spionidae) in the Sea of Marmara and the Bosphorus Strait (Turkey). Mediterranean Marine Science, v. 9, n. 1, p. 5-20, 2008.
33. 1 2  KHEDHRI, Inès et al. First record of Naineris setosa (Verrill, 1900)(Annelida: Polychaeta: Orbiniidae) in the Western Mediterranean Sea. Bioinvasions records, v. 3, n. 2, p. 83-88, 2014.
34. ↑  ATZORI, Giulia et al. First record of the alien polychaete Naineris setosa (Scolecida; Orbiniidae) in Tyrrhenian Sea (Western Mediterranean). Marine Biodiversity Records, v. 9, n. 1, p. 5, 2016.
35. 1 2 3  SCHWAN, Isabela Dos Santos et al. The invasive worm Hydroides elegans (Polychaeta–Serpulidae) in southeastern Brazil and its potential to dominate hard substrata. Marine Biology Research, v. 12, n. 1, p. 96-103, 2016.
36. ↑  Masterson, J. (5 de outubro de 2007). «Hydroides elegans». Smithsonian Marine Station
37. ↑  NEDVED, Brian T.; HADFIELD, Michael G. Hydroides elegans (Annelida: Polychaeta): a model for biofouling research. 2008.
38. 1 2 3 4  Bergamo, G., Carrerette, O., & Miguel de Matos Nogueira, J. (2019). Continuous and non-seasonal reproductive cycle of the alien species Diopatra neapolitana (Onuphidae, Annelida) in a tropical bay of SW Atlantic. Estuarine, Coastal and Shelf Science, 106479. doi:10.1016/j.ecss.2019.106479
39. ↑  READ, Geoffrey B.; GORDON, Dennis P. Adventive occurrence of the fouling serpulid Ficopomatus enigmaticus (Polychaeta) in New Zealand. New Zealand Journal of Marine and Freshwater Research, v. 25, n. 3, p. 269-273, 1991.
40. ↑  SUN, Y.; KUPRIYANOVA, E. K.; QIU, J. W. COI barcoding of Hydroides: a road from impossible to difficult. Invertebrate Systematics, v. 26, n. 6, p. 539-547, 2012.
41. 1 2  TOVAR-HERNÁNDEZ, María Ana et al. A new fouling Hydroides (Annelida, Sabellida, Serpulidae) from southern Gulf of California. Journal of the Marine Biological Association of the United Kingdom, v. 96, n. 3, p. 693-705, 2016.
42. ↑  THORP, Clifford H.; PYNE, Sean; WEST, Simon A. Hydroides ezoensis Okuda, a fouling serpulid new to British coastal waters. Journal of Natural History, v. 21, n. 4, p. 863-877, 1987.